# Edlingham
Edlingham är en ort och en civil parish i Storbritannien.   Den ligger i grevskapet och kommunen Northumberland i riksdelen England, i den centrala delen av landet, 400 km norr om huvudstaden London. Edlingham ligger 138 meter över havet och antalet invånare är 191.
Terrängen runt Edlingham är platt norrut, men söderut är den kuperad. Runt Edlingham är det ganska glesbefolkat, med 29 invånare per kvadratkilometer. Närmaste större samhälle är Alnwick, 8,9 km nordost om Edlingham. Trakten runt Edlingham består i huvudsak av gräsmarker.